# 澳大利亚皇家空军第38中队
第38中队（英語：No. 38 Squadron）是1943至2018年运作的澳大利亚皇家空军运输和训练部队，于1943年9月15日成立并在第二次世界大战期间使用C-47運輸機往返澳大利亚与新几内亚、婆罗洲战场运送物资和人员。战争结束后，中队1947至1948年定期往返澳大利亚和日本执行运输任务。1950至1952年部署新加坡支援投身馬來亞緊急狀態的英联邦部队并在亚洲各地继续运输。1954年，中队负责训练澳大利亚皇家空军人员驾驶C-47运输机。
1964年改配DHC-4型战术运输机后，第38中队是皇家空军负责该机型的行动改装部队，同时在澳大利亚境内及海外领地执行运输任务。澳大利亚参与越南战争期间，第38和35中队为前线培训飞行员，并在巴布亚和新几内亚领地部署分队为飞行员提供热带飞行训练。1975至1978年中队派DHC-4型战术运输机到巴基斯坦支援联合国维和，20世纪80年代中队在澳大利亚境内设立分队，与澳大利亞陸軍合作执行搜救任务。1999至2001年，第38中队在刚独立的东帝汶部署分队，协助澳大利亚为首的维和部队。2000年第35中队解散后第38中队继续配备DHC-4型战术运输机，但老旧的飞机对行动影响越来越大。
第38中队2009年淘汰DHC-4型战术运输机，换上八架比奇空中国王350。中队驻守昆士兰州的澳大利亚皇家空军汤斯维尔基地，负责为空军训练比奇空中国王驾驶员并执行轻型运输及其他任务，估计还有地面监视职能。2018年11月29日中队解散，飞机和职能移交第32中队。

## 历史

### 第二次世界大战
第38中队于1943年9月15日在悉尼附近的澳大利亚皇家空军里士满基地（RAAF Base Richmond）成立，属运输部队。中队配备哈德遜式轟炸機，12月17日首度执行任务，把飞行员从里士满基地送到澳大利亚皇家空军达尔文基地。哈德逊式轰炸机时期的第38中队只在澳大利亚境内运作
1944年初，运力更强的C-47運輸機取代哈德逊式轰炸机。3月3日收到首架新机，5月底全部换装。鸟枪换炮后中队继续在澳大利亚境内飞行，还开始向新几内亚西部和日本作战的盟军部队运送物资，返程时经常带伤员到澳大利亚治疗。1944年10月，第38中队受命支援里士满的澳大利亚皇家空军伞兵训练队（Paratroop Training Unit RAAF）。中队同年12月初迁至布里斯班的澳大利亚皇家空军阿彻菲尔德站（RAAF Station Archerfield），里士满留有分队。此时第38中队主要负责向新几内亚战场运送物资，包括向战场的澳大利亞陸軍部队空投补给，把伤员转移回国。1945年7月17日，中队在摩罗泰岛常驻分队，向投身婆罗洲战役的陆军部队空投物资。二战期间全中队共损失一架C-47运输机，是在新几内亚比亚克岛飞往摩罗泰岛时撞山，残骸直到1970年才找到。
二战结束后，第38中队前往新加坡、曼谷和婆罗洲各地转移澳大利亚战俘，还为军队复员把其他服役人员运送回国直到1946年。同年五月，第38中队三架C-47运输机负责从中国重庆把25吨猪鬃运到香港，这些猪鬃接下来再用船送到澳大利亚。此次任务耗时两周，人称“猪鬃行动”（Operation Pig Bristle），旨在解决阻碍澳大利亚建筑业运作的油漆刷短缺。

### 亚洲部署
1946年8月15日，第38中队迁至悉尼附近的斯科菲尔德站（RAAF Station Archerfield），与第36（No. 36 Squadron RAAF）和同样配备C-47的第37中队（No. 37 Squadron RAAF），以及负责维护的第486中队（No. 486 Squadron RAAF）组成“第86大队”。从1947年1月22日开始，第38中队的主要任务包括每周三次飞往日本，向英联邦占领军（British Commonwealth Occupation Force）的澳大利亚部队提供物资。每次任务持续飞行数天，刷新双发动机飞机常规飞行最长里程纪录。任务持续到1948年1月13日，此后改为承包澳洲航空飞机。1948年8月，第38中队派五名机组人员前往欧洲加入澳大利亚皇家空军柏林空运中队（RAAF Squadron Berlin Air Lift），与其他国家一起在苏联封锁期间向柏林空运物资，但人员在欧洲停留一年对中队运作影响很大。第86大队共向欧洲派出20人，人员短缺迫使第36和第38中队一度合并运作，飞行时间在正式纪录上均按第38中队计算。1949年6月22日至7月1日，第86大队迁至里士满基地。

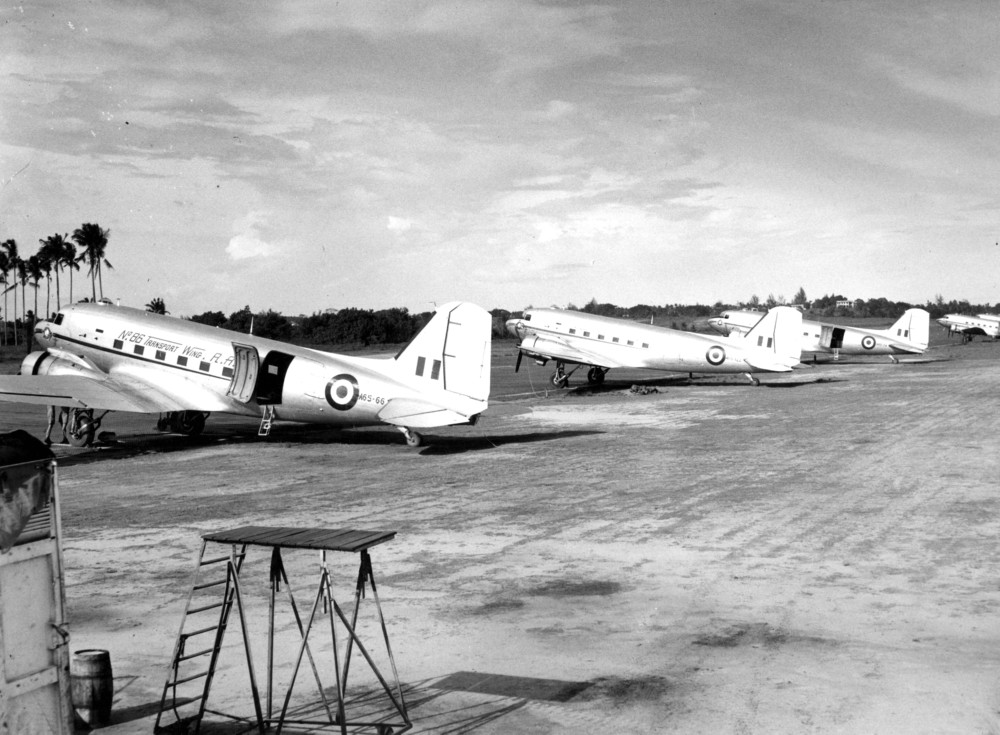
1950年英国皇家空军樟宜基地的第38中队C-47运输机

1950年，第38中队加入英联邦远东空军（Far East Air Force）。澳大利亚政府同意第38中队负责在亚洲各地执行运输任务，支援以英国为首的馬來亞緊急狀態英联邦部队。中队先遣队1950年6月19日抵达新加坡英国皇家空军樟宜基地，7月6日八架C-47运输机和所有人员已投入运作。第38中队与配备阿弗罗林肯轰炸机（Avro Lincoln）的第1中队在马来亚听从第90混合大队调遣。第38中队半数人员是柏林空运老将，但均未直接投身热带战场。七月上旬第38中队开始在马来亚执行运输任务，前两周还有英国和新西兰飞行员随行帮他们尽快熟悉环境。1950年7月至1951年2月，第38中队的主要任务是在婆罗洲、锡兰、香港、印度尼西亚、日本和菲律宾飞行运输，这也是中队进驻新加坡期间的重要任务。朝鲜战争爆发后，第38中队从新加坡把英国人员和物资运到日本及朝鲜半岛，四架C-47运输机在1950年11月转交驻日第30通讯部队。
运力减半的第38中队留在樟宜，向英军为首的马来亚战场部队运送补给并提供医疗后送服务，有时还用于空投传单或在空袭前标记目标。1951年4至7月，第38中队与附属的新西兰皇家空军第41中队（No. 41 Squadron RNZAF）下属小队进驻英国皇家空军吉隆坡基地（RAF Kuala Lumpur），是负责向战场上英联邦部队空投补给的主力。1951年11月至1952年2月，第38中队又在吉隆坡基地部署。1952年2月，该中队将英国第22特种空勤团54人空降马来亚与泰国的偏远边境地区。
朝鲜战争爆发后，澳大利亚皇家空军运输机部队需投入大量资源满足联合国军中的澳大利亚部队需求，本就不足的运力面对国内和国际运输越来越捉襟见肘，1952年继续在马来亚部署四架C-47运输机已不切实际。同年九月，澳大利亚政府决定把第38中队撤回本土。12月8日，中队离开樟宜飞往里士满。马来亚紧急状态期间，第38中队只在1950年8月31日损失一名飞行员，他担任副驾驶的英国皇家空军第110中队（No. 110 Squadron RAF）C-47运输机在樟宜飞往西贡途中坠毁。

### 行动改装部队
第38中队返回里士满后主要负责常规运输，偶尔向联邦科学与工业研究组织提供飞机用于人造雨实验。20世纪50年代至60年代初，第38中队宽松的飞行标准换来“牛仔”部队之名。中队没有开展适当的改装培训，新飞行员仅经临时指导就能登上C-47运输机担任副驾驶执行任务。1953年3月8日，第36中队的C-47运输机收归第38中队，此后驻日本的第30运输机部队（No. 30 Transport Unit）更名“第36中队”。1954年3月下旬到9月，第38中队在澳大利亚皇家空军堪培拉站（RAAF Station Canberra）运送重要人员。同年11月中队更名“运输训练中队”，负责指导C-47新飞行员和部队航空人员，1963年6月11日恢复原名。
1964年，第38中队改配DHC-4型战术运输机。同年一月，部队指挥官、五名飞行员和三名导航员在加拿大接受新机型改装培训，课程结束后于3月17日至4月22日从多伦多把澳大利亚皇家空军首批共三架DHC-4型战术运输机开到里士满基地。中队计划接收九架新机，但拿到六架后澳大利亚政府在同年六月决定把DHC-4型战术运输机部署到越南，所以接下来三架飞机直接飞到越南。第38中队是澳大利亚皇家空军运作C-47运输机的最后一个中队，其他部队大多只持续到20世纪90年代。改配DHC-4型战术运输机后，第38中队的主要任务是联合澳大利亚皇家空军越南运输机小队（RAAF Transport Flight Vietnam，后更名“第35中队”）训练作战飞行员。1964年7月1日，第38中队的DHC-4型战术运输机在澳大利亚皇家海军信天翁号航空基地（HMAS Albatross）迫降后损伤严重，该机随后注销，机体用于陆军第1突击团（1st Commando Regiment）训练。第86大队解散后，第38中队从同年八月开始直接听从里士满基地总部指挥。1965年10月13日，第38中队A分队配备两架DHC-4型战术运输机开始在巴布亚和新几内亚领地莫尔兹比港运作。分队需在热带和山区环境训练飞行员驾驶DHC-4型战术运输机，所有机长至少要在莫尔兹比港部署两个月才能加入第35中队投身越南战场。除培训外，第38中队还在澳大利亚及周边执行运输任务，有必要时参加自然灾害后的救灾工作。

### 维和部署

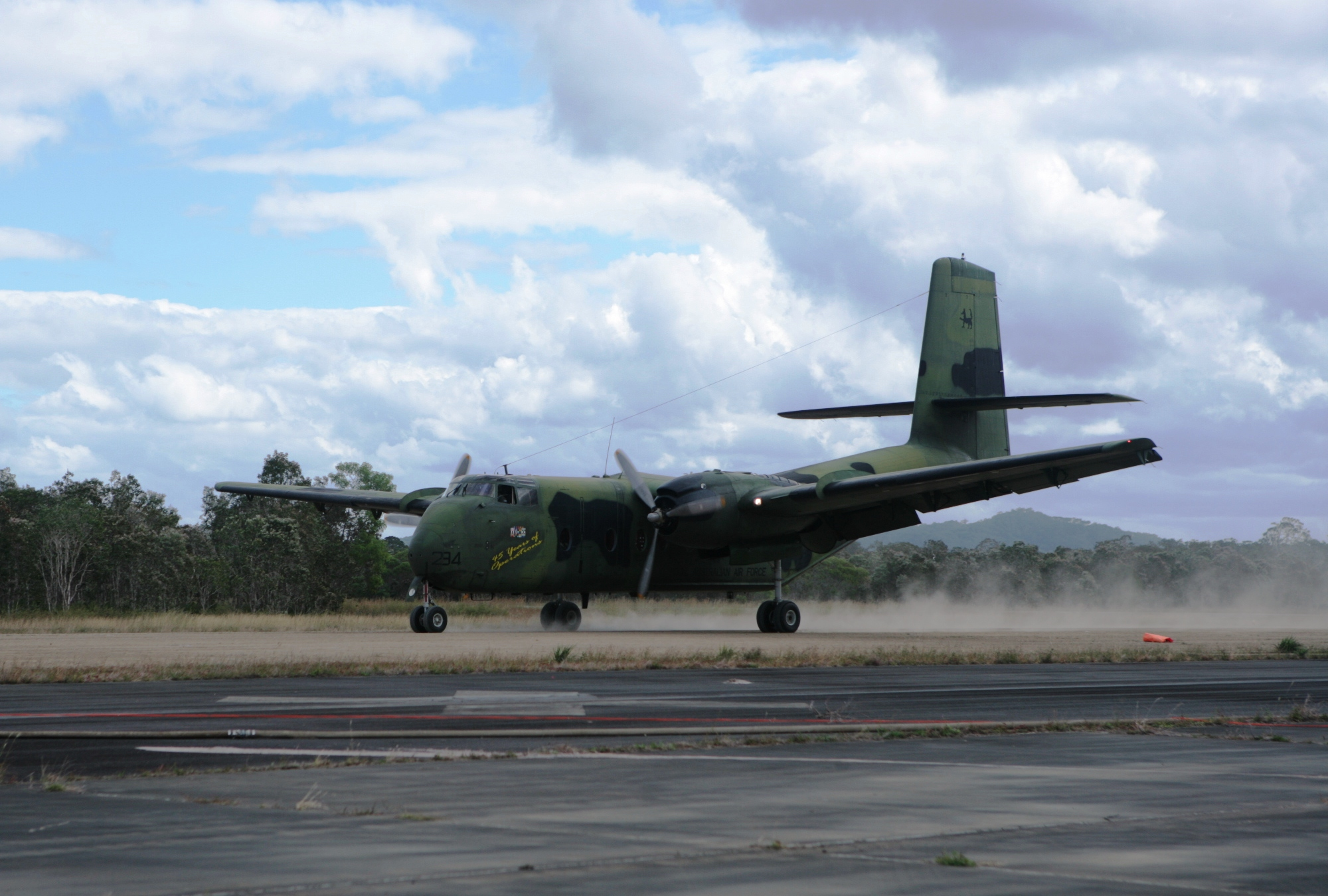
第38中队的DHC-4型战术运输机在2009年护身军刀演习期间降落

20世纪70年代中期，第38中队共两次部署任务。1975年3月至1978年11月，由单架DHC-4型战术运输机和支援人员组成的B分队进驻巴基斯坦拉瓦尔品第，向联合国印巴军事观察团（United Nations Military Observer Group in India and Pakistan）运送人员和补给。1975年8到10月，单架DHC-4型战术运输机受命从达尔文基地向爆发内战的东帝汶运送红十字会物资和人员。同年9月4日东帝汶武装分子劫持飞机，强迫飞行员把54名难民运到达尔文基地，至今这仍是澳大利亚皇家空军唯一遭动持的飞机。巴布亚新几内亚从澳大利亚独立并建立国防军后，第38中队A分队在1976年1月17日解散。该分队共损失三架DHC-4型战术运输机，第一架编号“A4-202”，1965年6月3日在波尔盖拉附近坠机；1968年10月6日，编号“A4-147”的运输机冲出跑道后损伤严重并注销；最后一架编号“A4-233”，1972年8月28日坠毁并造成机组人员和乘客共25人丧生，是澳大利亚皇家空军和平时期最惨重的事故，其中21人是从陆军学员营地返回的高中生。第38中队离开莫尔兹比港后继续在巴布亚新几内亚定期开展飞行培训。中队20世纪80年代在达尔文基地和珀斯附近的澳大利亚皇家空军皮尔斯基地（RAAF Base Pearce）派驻分队，向当地提供搜救支援并配合陆军演习。驻皮尔斯分队得名“黑鸭航空”。
1992年10月，第38中队从里士满转移到布里斯班以西的澳大利亚皇家空军安伯利基地。中队此时继续负责DHC-4型战术运输机改装训练并执行战术运输任务。1999年分队不再常驻皮尔斯基地，2000年B分队在北昆士兰（North Queensland）澳大利亚皇家空军汤斯维尔基地成立。1999年8月公投顺利结束后东帝汶又发生武装冲突，国家陷入混乱，第38中队派出部分兵力，以“第86大队C分队”名义，在1999至2001年初常驻东帝汶，支援国际维和部队制止暴力，最多时派出四架DHC-4型战术运输机。驻东帝汶空中和地面人员需忍受恶劣生活条件直到2000年中期住宿和娱乐设施换代，飞行员需定期飞往缺乏维护的简易机场。DHC-4型战术运输机此时已非常老旧而且备件短缺，但C分队地面人员仍确保飞机完好率在很高水平。2000年第35中队解散，澳大利亚皇家空军只剩第38中队仍配备DHC-4型战术运输机。2002年9月，第38中队共有该机型飞机14架。2003年7月，中队两架飞机加入所罗门群岛区域援助团（Regional Assistance Mission to Solomon Islands）维和部队部署所罗门群岛，两架DHC-4型战术运输机均常驻霍尼亞拉國際機場，并在该国保留分队直到2004年7月。2008年，第38中队全体进驻汤斯维尔基地。

### 轻型运输与监视
21世纪00年代下半叶，DHC-4型战术运输机已经很难维护，而且还因缺乏电子战及其他自卫设备，不再适合作战行动。2008年下半年，政府决定退役该机型，暂时用比奇空中国王350代替直到有合适的战术运输机服役。2009年5月，DHC-4型战术运输机开始逐渐退役，最后一架编号“A4-140”，于11月27日飞到堪培拉基地并移交澳大利亞戰爭紀念館保管。第38中队此时已运作DHC-4型战术运输机45年。
2009年11月20日，三架比奇空中国王350从陆军第173监视中队（173rd Surveillance Squadron）移交第38中队，另外五架新机在2010年7月交付。据信至少一架陆军移交的飞机上装有地面监视传感器，移交第38中队后没有拆除。第38中队的比奇空中国王350起初由陆军人员驾驶，他们可以自行决定任务结束后是加入空军还是改开直升机。第38中队其他飞行员在奥基陆军飞行中心（Oakey Army Aviation Centre）转训成比奇空中国王350驾驶员，第二批共五架飞机运达后，中队开始自行改装训练。2013年，第38中队庆祝建队70周年
2015年3月，第38中队派两架比奇空中国王350到瓦努阿图投入氣旋帕姆救灾工作，用于飞过灾区评估灾情，转移澳大利亚和新西兰公民。第38中队飞机曾用于2016年澳大利亞聯邦大選期间的政治家竞选，但事后机上马上发现有毒的铬酸锶（Strontium chromate），结果所有比奇空中国王350都从2016年6月30日起停飞，清理后在同年8月4日继续服役。澳大利亚政府宣布，2016至2017财政年度预算可为第38中队三架比奇空中国王350购买情报、监视、目标截获、侦察和电子战设备。这些设备包括滚动拆装套件，计划在财年期间交付。
2016年2月，有消息称澳大利亚皇家空军打算把装备比奇空中国王350的两个中队合并后进驻澳大利亚皇家空军东瑟尔基地，第38中队同年开始缩减规模。2018年2月，澳大利亞國防部宣布第38中队将在同年进入东瑟尔基地。2018年9月《澳大利亚航空》（Australian Aviation）杂志宣称第38中队会在同年11月解散。
2018年11月29日，第38中队在汤斯维尔基地举办的仪式上解散。中队成立后共服役75年，创下澳大利亚皇家空军纪录。中队的飞机和情报、监视、目标截获、侦察、电子战职能移交第32中队（No. 32 Squadron RAAF）。

## 解散前的职能

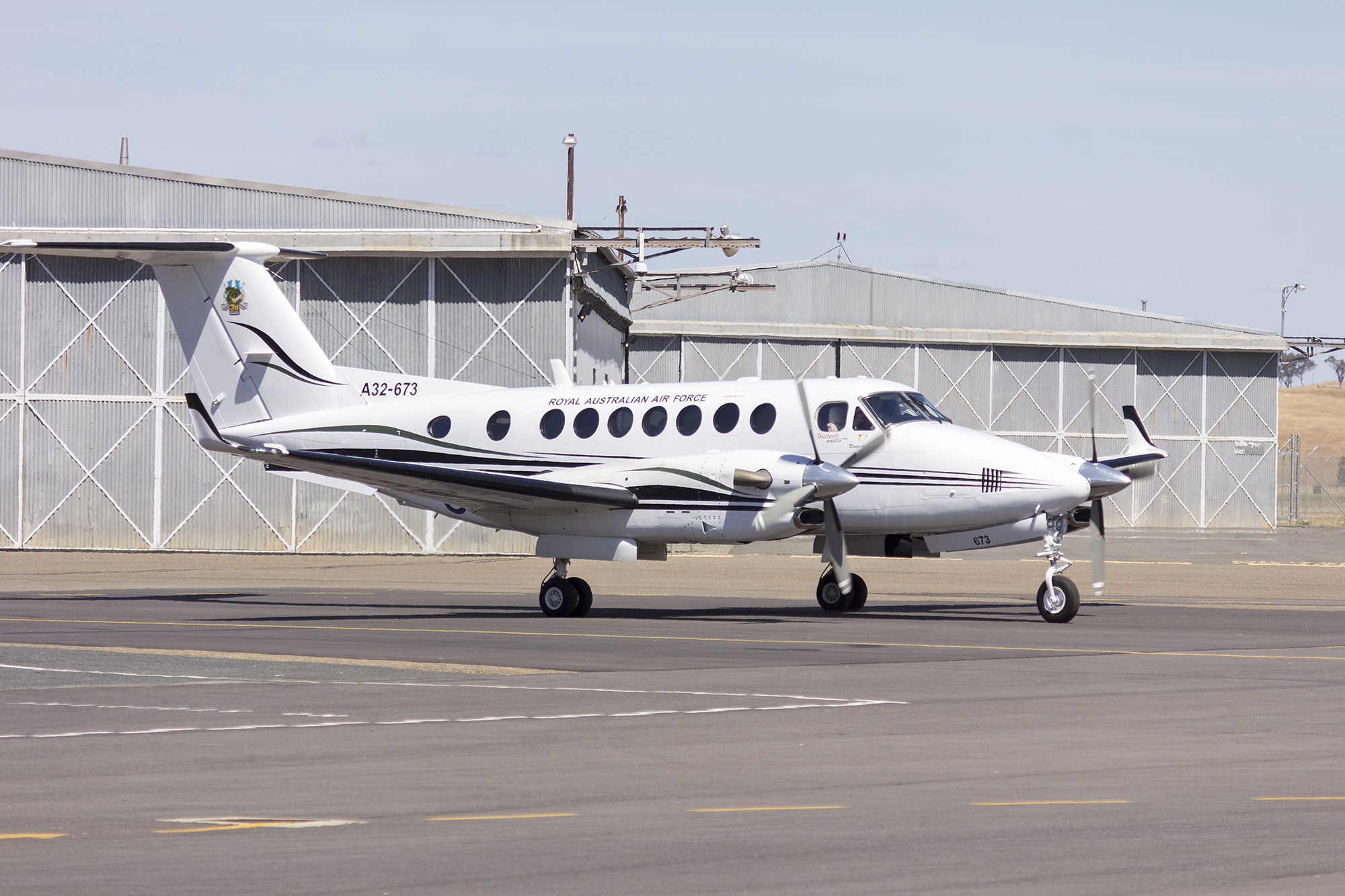
2013年第38中队比奇空中国王350

第38中队最后的职责包括比奇空中国王350改装训练和轻型运输。2014年，中队共有60名空军人员和霍克太平洋航天的25名飞机维护承包人员。中队分成两个小队，A小队负责运输，B小队负责培训。截至2018年，第38中队的情报、监视、目标截获、侦察、电子战职能尚属机密，但有消息称部队能提供通信中继功能。比奇空中国王350移交澳大利亚皇家空军后还曾用作航空摄像平台，包括拍照制作地图。第38、第33（No. 33 Squadron RAAF）和第36中队均曾属第86大队。
澳大利亚皇家空军对比奇空中国王350执行轻型运输任务的表现满意，但该机不能部署战区。第38中队经常与驻汤斯维尔的陆军第3旅（3rd Brigade）和远北昆士兰团第51营（51st Battalion, Far North Queensland Regiment）合作，其中第51营和平时期主要在远北昆士兰（Far North Queensland）巡逻。第38中队经常奉命运送资深政治家和其他重要人士，比奇空中国王350经常在巴布亚新几内亚及其他亚太地区执行任务。

## 脚注
1. 1 2 3  McLaughlin & 2010，第43页
2. 1 2 3  RAAF Historical Section & 1995，第67页
3. ↑  Stackpool，Solomou & 2011，第4–5页
4. 1 2 3 4 5  Eather & 1995，第76页
5. 1 2  Diamonds in the rough.
6. 1 2 3 4 5  RAAF Historical Section & 1995，第68页
7. ↑  Stephens & 1995，第414–415页
8. ↑  RAAF Historical Section & 1995，第68–69页
9. ↑  Roylance & 1991，第92–93页
10. 1 2 3 4 5 6  RAAF Historical Section & 1995，第69页
11. ↑  RAAF Historical Section & 1995，第57–58页
12. ↑  Roylance & 1991，第114–118页
13. ↑  Dennis，Grey & 1996，第23–25页
14. 1 2 3 4 5  Australian War Memorial.
15. ↑  Dennis，Grey & 1996，第25页
16. ↑  Dennis，Grey & 1996，第25–26页
17. ↑  Dennis，Grey & 1996，第26页
18. ↑  Dennis，Grey & 1996，第31–32页
19. ↑  Dennis，Grey & 1996，第32–33页
20. ↑  Dennis，Grey & 1996，第27页
21. 1 2 3 4  Eather & 1995，第77页
22. ↑  Stephens & 1995，第415页
23. ↑  Wilson & 1990，第280页
24. ↑  Coulthard-Clark & 1995，第35, 38页
25. ↑  Wilson & 1990，第45页
26. ↑  A65 Douglas Dakota.
27. ↑  Wilson & 1990，第184页
28. ↑  Stephens & 1995，第424–425页
29. 1 2 3 4  RAAF Historical Section & 1995，第70页
30. ↑  Wilson & 1990，第201页
31. ↑  Coulthard-Clark & 1995，第109页
32. ↑  Wilson & 1990，第209页
33. ↑  The DHC-4 Caribou's 45 Years Service.
34. ↑  Wilson & 1990，第204页
35. ↑  Wilson & 1990，第204–208页
36. 1 2 3  MacDonald 2013.
37. ↑  Heavy loss of life in PNG accident.
38. ↑  RAAF remembers worst peacetime crash.
39. ↑  A4 DHC-4 Caribou.
40. ↑  Caribou dreaming!.
41. 1 2 3  No 38 Squadron.
42. ↑  Stackpool 2006.
43. 1 2  Caddaye 2002.
44. ↑  Wilson & 2003，第25–30页
45. ↑  Wilson & 2003，第25页
46. ↑  No 35 Squadron.
47. ↑  O'Brien & 2009，第203–205页
48. ↑  Caribous return.
49. ↑  MacDonald 2011.
50. ↑  McLaughlin & 2010，第40页
51. ↑  McLaughlin & 2010，第41页
52. ↑  Hamilton，Johnson & 2009，第9页
53. ↑  Hamilton & 2009，第7页
54. ↑  Fixed wings freed.
55. ↑  Final King Air delivered to 38SQN.
56. ↑  Two Decades of ADF Service，第47–49页
57. 1 2  Two Decades of ADF Service，第49页
58. 1 2  Bree & 2013，第2页
59. ↑  Hamilton & 2013，第10页
60. ↑  RAAF King Airs Grace the Skies of Vanuatu.
61. ↑  Riley 2016.
62. ↑  B300 King Air Fleet returns to service.
63. ↑  Pittaway & 2016，第28页
64. ↑  Serenc & 2018，第77页
65. ↑  Aviation jobs to be culled in major RAAF shake-up.
66. ↑  Queensland squadron to relocate to Victoria.
67. ↑  Serenc & 2018，第72页
68. 1 2  Serenc & 2018，第74页
69. ↑  75th Anniversary of the formation of No. 38 Squadron.
70. ↑  Hamilton et al. 2019，第16頁
71. ↑  King Air touches down in Townsville.
72. ↑  McLaughlin & 2010，第42页
73. ↑  Australianaviation.Com.Au 2010.
74. ↑  Hamilton & 2010，第7页